# Grönt jordfly
Grönt jordfly (Actebia praecox) är en fjärilsart som beskrevs av Carl von Linné 1758. Grönt jordfly ingår i släktet Actebia och familjen nattflyn. Arten är reproducerande i Sverige. Inga underarter finns listade i Catalogue of Life.

## Bildgalleri

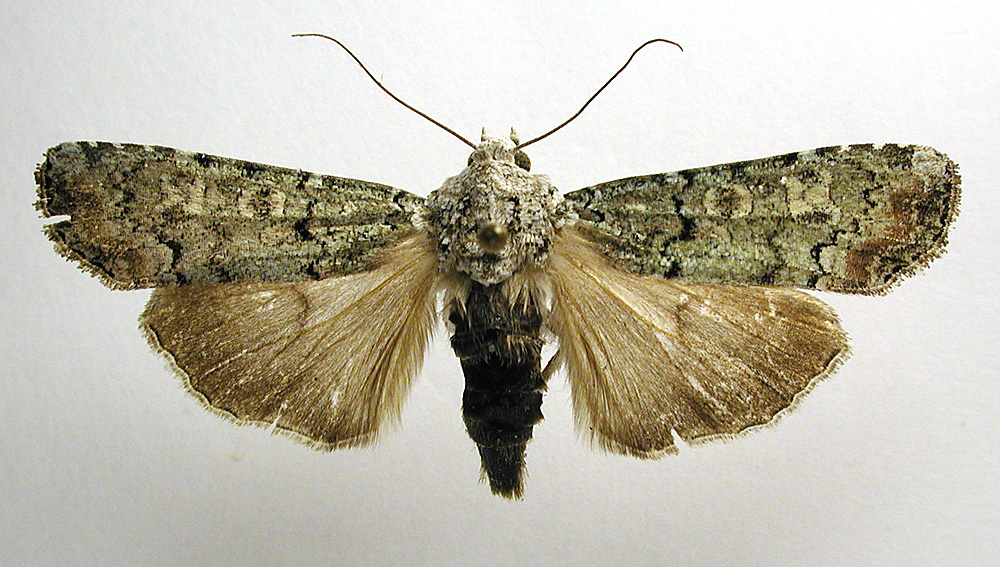
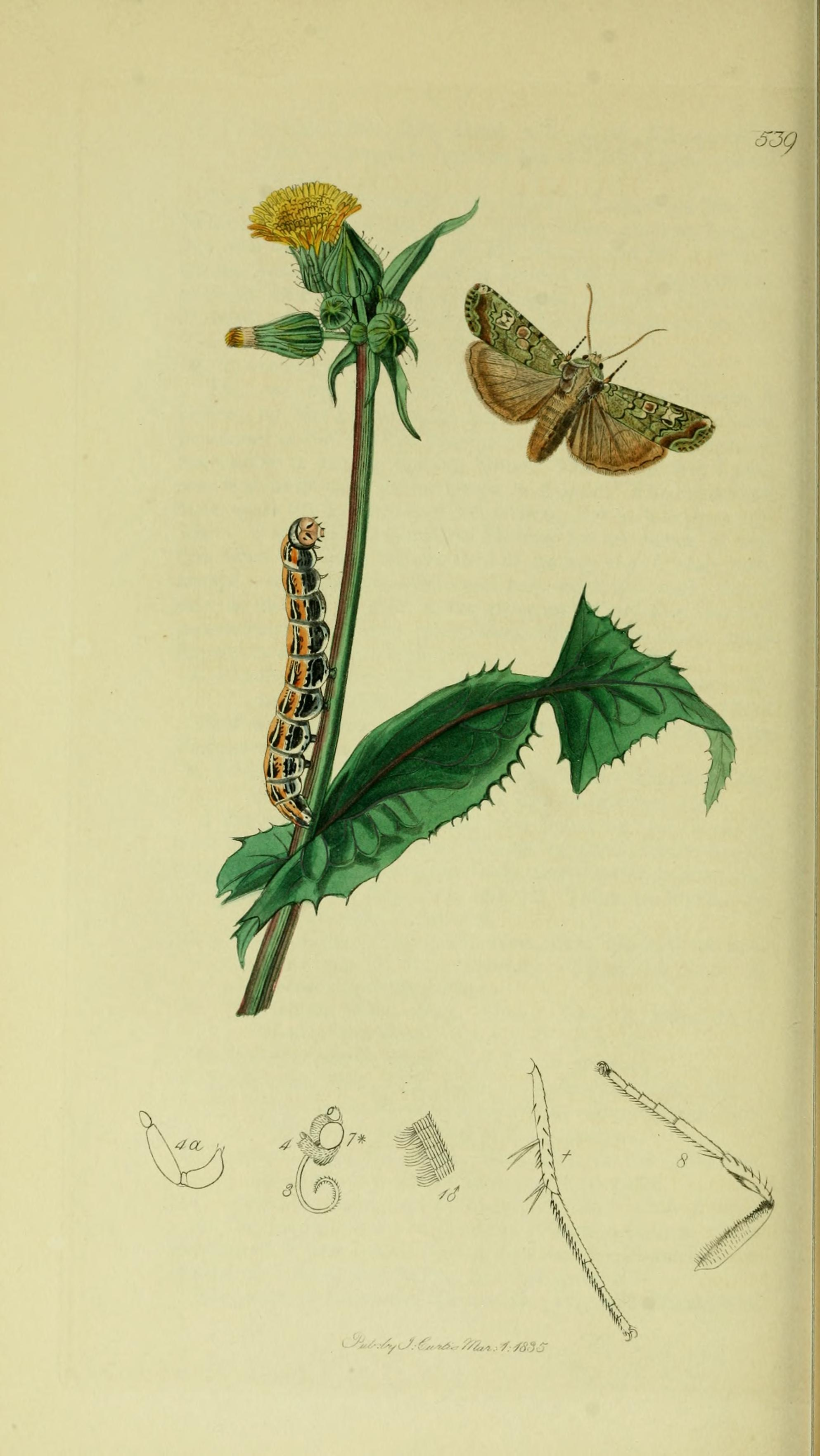
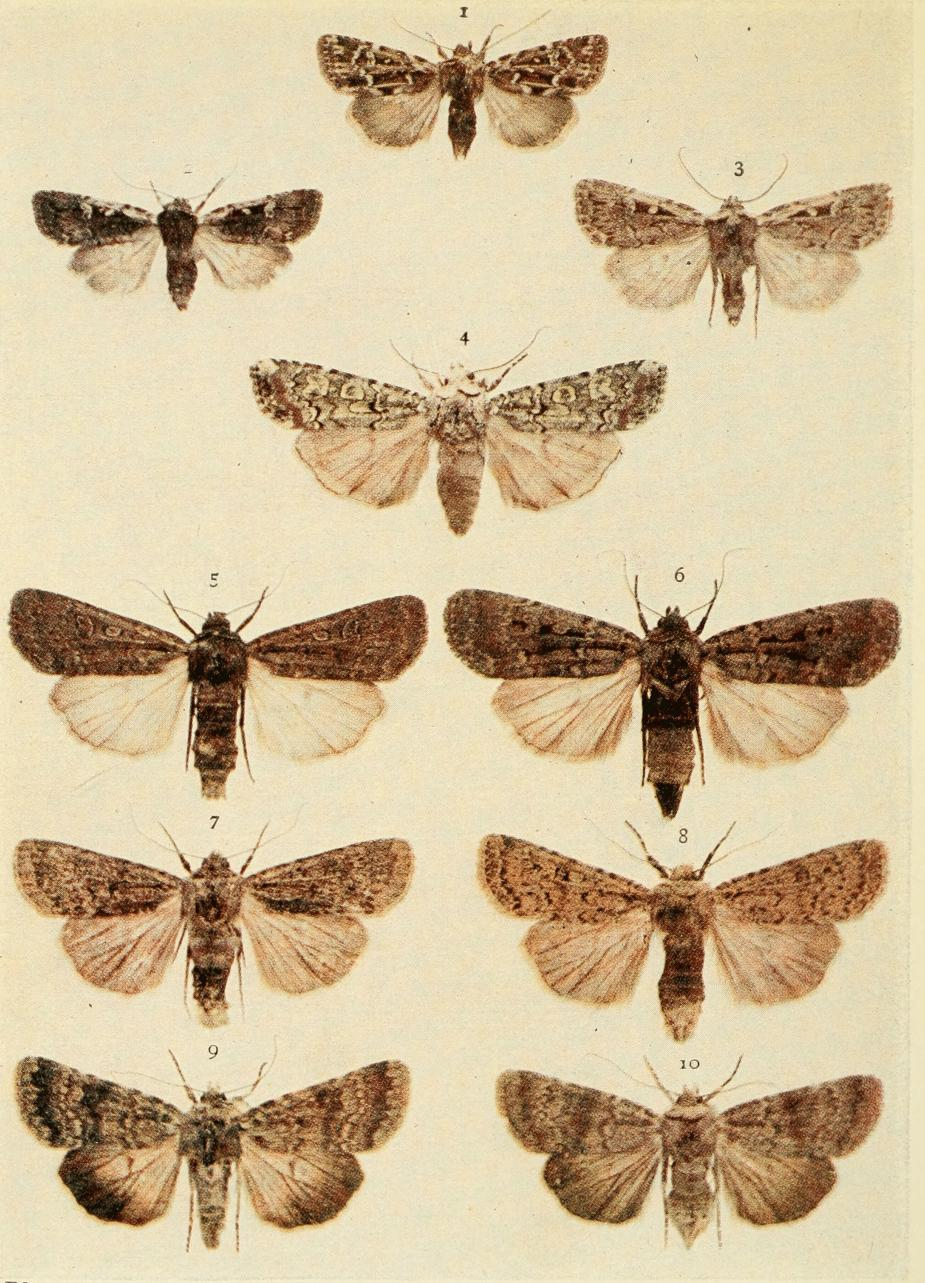